# Нью-Провіденс (Нью-Джерсі)
Нью-Провіденс (англ. New Providence) — місто (англ. borough) в США, в окрузі Юніон штату Нью-Джерсі. Населення — 13 650 осіб (2020).

## Географія
Нью-Провіденс розташований за координатами 40°41′56″ пн. ш. 74°24′24″ зх. д. / 40.69889° пн. ш. 74.40667° зх. д. (40.698890, -74.406623).  За даними Бюро перепису населення США в 2010 році місто мало площу 9,49 км², з яких 9,43 км² — суходіл та 0,06 км² — водойми.

## Демографія
Згідно з переписом 2010 року, у селищі мешкала 12 171 особа в 4408 домогосподарствах у складі 3335 родин. Було 4537 помешкань
Расовий склад населення:
| - 86,0 % — білих - 9,8 % — азіатів - 1,3 % — чорних або афроамериканців - 0,1 % — корінних американців - 1,2 % — осіб інших рас |

До двох чи більше рас належало 1,6 %. Частка іспаномовних становила 6,4 % від усіх жителів.
За віковим діапазоном населення розподілялося таким чином: 27,3 % — особи молодші 18 років, 58,8 % — особи у віці 18—64 років, 13,9 % — особи у віці 65 років та старші. Медіана віку мешканця становила 41,0 року. На 100 осіб жіночої статі у селищі припадало 94,8 чоловіків;  на 100 жінок у віці від 18 років та старших — 91,4 чоловіків також старших 18 років.
Середній дохід на одне домашнє господарство  становив 161 586 доларів США (медіана — 130 057), а середній дохід на одну сім'ю — 191 109 доларів (медіана — 155 653). За межею бідності перебувало 4,5 % осіб, у тому числі 1,0 % дітей у віці до 18 років та 5,2 % осіб у віці 65 років та старших.
Цивільне працевлаштоване населення становило 5984 особи. Основні галузі зайнятості: освіта, охорона здоров'я та соціальна допомога — 20,8 %, науковці, спеціалісти, менеджери — 19,7 %, фінанси, страхування та нерухомість — 15,2 %.